# 廻り地蔵
廻り地蔵（まわりじぞう）は一定の区域内の家々で地蔵を回していく日本の風習。
全国各地で行われているが、特に関東地方に多く見られる。山形県、福島県、栃木県、群馬県、茨城県、埼玉県、東京都、神奈川県、福井県、愛知県、三重県、京都府、奈良県、和歌山県、高知県、長崎県で確認されている。
厨子に入れた地蔵を背負って次の家へ運ぶ形式が多い。地蔵が一つの家に滞在する時間は1日から1カ月ほどである。年中地蔵を回す地域とある期間のみ地蔵を回す地域がある。
その起源は16世紀から17世紀辺りまで遡ることができるが全国に広まったのは18世紀以降である。これは社寺の出開帳が広まり始めた時期と合致する。
霊験は安産祈願や疫病避けなど多岐に渡る。特に疫病流行がきっかけで村人、僧侶が廻り地蔵を始めたものが少なくない。

## 存続への課題
地蔵を運ぶという重労働ということもあって、高齢化などによって存続が危ぶまれる地域も出ており、東京都狛江市、神奈川県大和市など廻り地蔵を取りやめたケースもある。
神奈川県小田原市では15kgの厨子を8kgに軽量化し負担の軽減を行った。

## 指定文化財
- 埼玉県熊谷市指定無形民俗文化財　今井の廻り地蔵[6]
- 埼玉県羽生市指定無形民俗文化財　本川俣の廻り地蔵[7]
- 栃木県鹿沼市指定無形民俗文化財　録事尊の村廻り[8]
- 神奈川県大和市指定有形民俗文化財　福田の廻り地蔵および講中道具[9][2][3][4]
- 神奈川県横浜市指定無形民俗文化財　鶴見川流域の廻り地蔵[10][11][12][13]、下飯田の廻り地蔵[10][11]
- 福井県若狭町指定文化財　玉置の庄廻り地蔵、三宅の庄廻り地蔵[14]
- 和歌山県田辺市指定無形民俗文化財　秋津川の廻り地蔵[15]